# جورج بنز

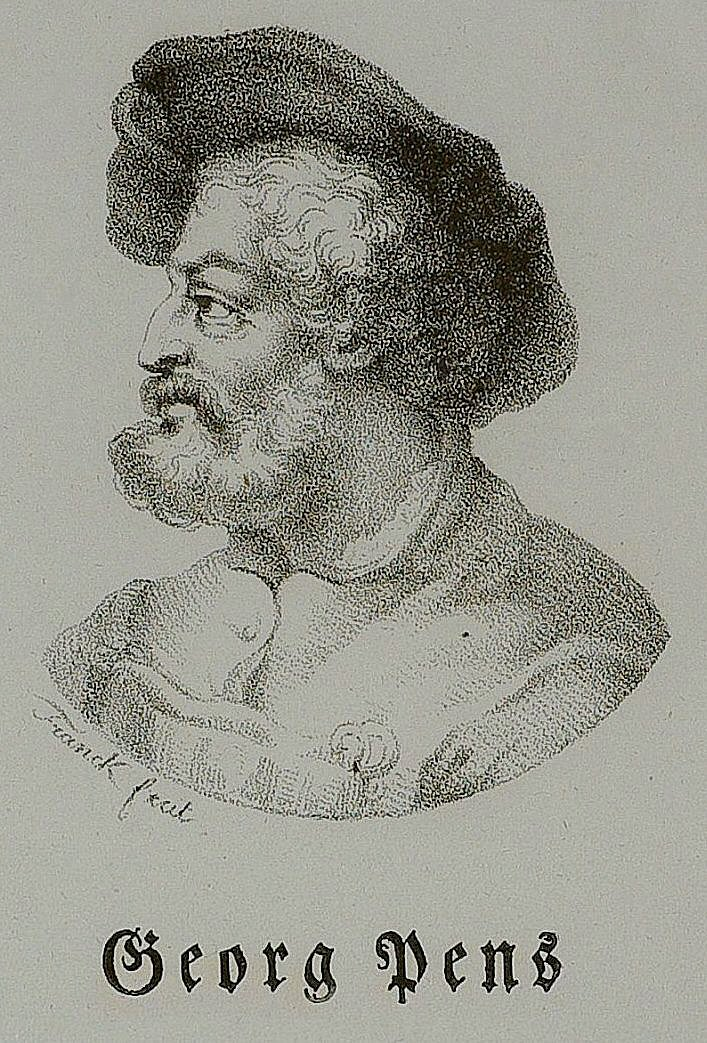

جورج بنز (بالألمانية: Georg Pencz)‏ (1500 في نورنبرغ–11 أكتوبر 1550) هو رسام ونقاش ومصمم مطبوعات ألماني
.